# Унусозеро (озеро, бассейн Тарасйоки)
Унусозеро — озеро на территории Найстенъярвского сельского поселения Суоярвского района Республики Карелия.

## Общие сведения
Площадь озера — 6,5 км², площадь бассейна — 479 км². Располагается на высоте 152,2 метров над уровнем моря.
Форма озера продолговатая, вытянутая с юга на север. Берега каменисто-песчаные, сильно изрезанные. Частично заболочены.
На озере более десяти островов различной величины.
С запада в озеро втекает ручей Хейняоя, с юго-востока — ручей Мундоя, берущий начало из Мундозера. В южную оконечность озера втекает, а из северной — вытекает река Ирста, впадающая в реку Тарасйоки.
Ближайшие к озеру населённые пункты: посёлки Найстенъярви (6 км), Лахколампи (9 км) и Тойвола (10 км).
Код водного объекта в государственном водном реестре — 01040100111102000016849.